# Barnaby Jones
Barnaby Jones is een Amerikaanse drama-detectiveserie. Hiervan werden 178 afleveringen gemaakt die oorspronkelijk van 28 januari 1973 tot en met 3 april 1980 werden uitgezonden op CBS.
Barnaby Jones werd twee keer genomineerd voor een Golden Globe, namelijk die voor beste hoofdrolspeelster in een dramaserie in zowel 1975 als 1976 (in beide gevallen Lee Meriwether). De serie werd ook twee keer genomineerd voor een Primetime Emmy Award: een keer voor de rol van Meriwether in 1977 en die voor beste cinematografie in een televisieserie in 1979 (voor de aflevering 'Memory of a Nightmare').

## Uitgangspunt
Na een carrière als privédetective gaat Barnaby Jones met pensioen en doet hij zijn zaak over aan zijn zoon Hal. Doordat die tijdens zijn werk wordt vermoord, komt Jones niettemin opnieuw in actie om de moordenaar te vinden. Zijn schoondochter en Hals weduwe Betty helpt hem hierbij. De samenwerking bevalt zo goed, dat Barnaby en Betty samen verdergaan als detective-duo. Enkele jaren later voegt een derde familielid zich bij het team in de vorm van Jedediah Romano 'J.R.' Jones, een student rechten en Barnaby's achterneef.

## Rolverdeling
*Behalve de vernoemde vier verschijnt geen enkel personage in meer dan zeven afleveringen
- Buddy Ebsen - Barnaby Jones
- Lee Meriwether - Betty Jones
- John Carter - John Biddle
- Mark Shera - Jedediah Romano 'J.R.' Jones

## Trivia
- De allereerste aflevering van Barnaby Jones ('Requiem for a Son') was een cross-over met een andere detectiveserie, Cannon. Het hoofdpersonage hiervan (William Conrad als Frank Cannon) stond de Jones' hierin bij. De series waren betrokken bij een tweede gezamenlijke cross-over in 1975, toen Ebsen eenmalig als Barnaby Jones verscheen in Cannon (in de aflevering 'The Deadly Conspiracy') en Conrad nog een keer als Cannon in Barnaby Jones (in de aflevering 'The Deadly Conspiracy: Part 2').